# The Killer's Shopping List
The Killer's Shopping List (en hangul, 살인자의 쇼핑목록; RR: Salinjaui Syopingmoglog) es una serie de televisión surcoreana dirigida por Lee Eon-hee y protagonizada por Lee Kwang-soo, Seolhyun y Jin Hee-kyung. Está programada para estrenarse en tvN el 27 de abril de 2022, y se transmitirá todos los miércoles y jueves a las 22:30 (hora local coreana). También estará disponible para transmisión en iQiyi en algunos países.

## Sinopsis
The Killer's Shopping List cuenta la historia de Ahn Dae-sung, interpretado por Lee Kwang-soo, y su novia, la oficial de policía Do Ah-hee, interpretada por Kim Seol-hyun, mientras se disponen a resolver un asesinato. Aunque Dae-sung era un genio en la memorización, suspendió las oposiciones para funcionario tres veces y el único trabajo que pudo encontrar fue trabajar en el supermercado propiedad de su madre. Sin embargo, Dae-sung termina investigando un asesinato después de que él y Ah-hee encuentran pistas en un lugar poco probable. Una bolsa de plástico del supermercado se encuentra en la escena del crimen y Dae-sung comienza a razonar sobre quién podría ser el delincuente al examinar la bolsa y los artículos que contiene.

## Reparto

### Principal
- Lee Kwang-soo como Ahn Dae-sung. Propietario de una memoria prodigiosa, suspendió sin embargo las oposiciones para ser funcionario de noveno grado en tres ocasiones, por lo que ha acabado trabajando en el supermercado MS Mart, propiedad de su madre Jeong Myeong-sook.[4][5]
- Kim Seol-hyun como Do Ah-hee. La novia de Dae-sung, que es oficial de policía del distrito de Odong.[5]
- Jin Hee-kyung como Jeong Myeong-sook. La madre cariñosa y comprensiva de Dae-sung, propietaria del MS Mart.[5]

### Secundario
- Shin Sung-woo como Ahn Young-choon. El padre de Dae-sung y el esposo de Myeong-sook. Le gusta cantar y tocar la guitarra y es conocido por disfrutar de una vida tranquila.[6]
- Lee Gyo-yeop como Jeong-yuk. Empleado de MS Mart y el mejor amigo de Dae-sung.[7]
- Oh Hye-won como Ya-chae. Empleada de la sección de verduras de MS Mart, una persona con una imagen refinada como la de un concurso de belleza y una personalidad efervescente.[8]
- Kim Mi-hwa como Gong-san. Una empleada de MS Mart con 10 años de experiencia. Es la reina de la recopilación de información, no solo sobre la gente del supermercado sino también sobre el vecindario en general.[9]
- Lee Yoon-hee como Kim Doo-hyun. Un oficial de policía de buen corazón y compasivo que intenta ayudar a un joven expresidiario a reintegrarse en la sociedad. Doo-hyun es alguien que conoce la historia completa del incidente de Dae-sung, de hace 10 años, en MS Mart y siempre lo cuida,  preocupándose por su seguridad.[10]
- Bae Myung-jin como el detective Ji-woong.[11]
- Jo Ah-ram como empleada a tiempo parcial, que ha trabajado en el sector del tiempo durante siete años.[12][13]
- Park Ji-bin como Saeng-sun, que entró recientemente en MS Mart, es una persona que guarda algún secreto.[14]
- Moon Hee-kyung como Young sun. La nuera de Nau-dong y presidenta de las mujeres del barrio, una mujer tan atractiva de apariencia como arrogante de personalidad.[15][16]
- Ryu Yeon-seok como Seo Cheon-gyoo, padre de Seo-yool.[17]
- Ahn Se-bin como Seo-yool, una colegiala de primaria.[17]
- Kwon So-hyun como Kyung-ah, una cliente habitual de MS Mart.[18]
- Jang Won-young como Oh Cheon-won.
- Jo Yoon-su como Kwon Bo-yeon, una maestra de guardería víctima de un asesino.[19][20]
- Ha Eun-jin.

### Apariciones especiales
- Park Chul-min como el padre de Ah-hee.[21]

## Producción
El director Lee Eon-hee (Missing, 2016; The Accidental Detective 2: In Action, 2018, película protagonizada también por Lee Kwang-soo) recibió a principios de 2021 la oferta de la empresa productora para hacer una película basada en la novela homónima de Kang Ji-young, pero encontró difícil condensar la historia y sobre todo la galería de personajes en solo dos horas, de modo que propuso a su vez que la película proyectada se transformara en una serie de ocho capítulos. El resultado es, para su director, básicamente un drama de comedia y misterio, pero en última instancia, la historia del crecimiento de Dae-sung, cuya prodigiosa memoria puede convertirse en un obstáculo.
El 26 de noviembre de 2021 el equipo de producción de la serie anunció los nombres de los tres protagonistas. El 5 de enero de 2022 la agencia ELRIS anunció que Shin Sung-woo tomaría parte en la serie, y el 13 de enero hizo lo mismo la agencia de Oh Hye-won, King Kong by Starship.
La primera lectura del guion se realizó en Sangam-dong (Seúl) el 23 de febrero de 2022, con la presencia del director, la guionista Han Ji-wan y los protagonistas de la serie. El 17 de marzo se publicó el cartel principal y se anunció la fecha de estreno.

## Banda sonora original
| Parte | Fecha de publicación | N.º | Título                                     | Letra                         | Música                                                                                     | Artista  | Duración |
| ----- | -------------------- | --- | ------------------------------------------ | ----------------------------- | ------------------------------------------------------------------------------------------ | -------- | -------- |
| 1     | 28 de abril de 2022  | 1   | «Why, Why, Why, Why?» (왜,왜,왜,왜)        | Kim Tae-gyun, Park Jeong-beom | Kim Tae-gyun, Lee Kwan-hyung, Park Jeong-beom, SungA, Hwang Chan-hee                       | 6band    | 3:01     |
| 1     | 28 de abril de 2022  | 2   | «Why, Why, Why, Why?» (왜,왜,왜,왜)(inst.) |                               | Kim Tae-gyun, Lee Kwan-hyung, Park Jeong-beom, SungA, Hwang Chan-hee                       |          | 3:01     |
| 2     | 5 de mayo de 2022    | 1   | «Orange Dream»                             | Q.PD (Chansline)              | Q.PD (Chansline), Hwang Chan-hee                                                           | Nokdu    | 4:36     |
| 2     | 5 de mayo de 2022    | 2   | «Orange Dream»(inst.)                      |                               | Q.PD (Chansline), Hwang Chan-hee                                                           |          | 4:36     |
| 3     | 12 de mayo de 2022   | 1   | «Nothing»                                  | Antaswell (Chansline)         | Jang Joo-na (Chansline), Antaswell (Chansline), Hwang Chan-hee                             | Koonta   | 3:02     |
| 3     | 12 de mayo de 2022   | 2   | «Nothing» (inst.)                          |                               | Jang Joo-na (Chansline), Antaswell (Chansline), Hwang Chan-hee                             |          | 3:02     |
| 4     | 19 de mayo de 2022   | 1   | «Que Sera Sera»                            | Choi Min-ji (Chansline)       | Choi Min-ji (Chansline), Kim Si-won (Chansline), Kim Seong-min (Chansline), Hwang Chan-hee | Lim Yeon | 3:32     |
| 4     | 19 de mayo de 2022   | 2   | «Que Sera Sera»(inst.)                     |                               | Choi Min-ji (Chansline), Kim Si-won (Chansline), Kim Seong-min (Chansline), Hwang Chan-hee |          | 3:32     |

## Audiencia
| Temporada | Temporada | Episodio número | Episodio número | Episodio número | Episodio número | Episodio número | Episodio número | Episodio número | Episodio número | Promedio |
| Temporada | Temporada | 1               | 2               | 3               | 4               | 5               | 6               | 7               | 8               | Promedio |
| --------- | --------- | --------------- | --------------- | --------------- | --------------- | --------------- | --------------- | --------------- | --------------- | -------- |
|           | 1         | 816             | 786             | 570             | 640             | 535             | 735             | 571             | 866             | 690      |

| Episodio | Fecha de emisión    | Índice de audiencia (Nielsen Korea) | Índice de audiencia (Nielsen Korea) |
| Episodio | Fecha de emisión    | Nacional                            | Seúl                                |
| --- | ------------------- | ----------------------------------- | ----------------------------------- |
| 1 | 27 de abril de 2022 | 3,625 % (1.ª)                       | 4,034 % (1.ª)                       |
| 2 | 28 de abril de 2022 | 3,482 % (2.ª)                       | 3,759 % (2.ª)                       |
| 3 | 4 de mayo de 2022   | 2,443 % (2.ª)                       | 2,398 % (3.ª)                       |
| 4 | 5 de mayo de 2022   | 2,793 % (2.ª)                       | 2,534 % (2.ª)                       |
| 5 | 11 de mayo de 2022  | 2,253 % (2.ª)                       | 2,207 % (3.ª)                       |
| 6 | 12 de mayo de 2022  | 3,270 % (2.ª)                       | 3,217 % (2.ª)                       |
| 7 | 18 de mayo de 2022  | 2,517 % (2.ª)                       | 2,721 % (2.ª)                       |
| 8 | 19 de mayo de 2022  | 3,688 % (2.ª)                       | 3,808 % (2.ª)                       |
| Average | Average             | 3,009 %                             | 3,085 %                             |
| - En la tabla superior, en azul aparecen los índices más bajos, y en rojo los más altos. - Este drama se emitió en un canal de cable / televisión de pago que normalmente tiene una audiencia relativamente menor en comparación con las emisoras públicas o de televisión en abierto (KBS, SBS, MBC y EBS). |                     |                                     |                                     |